# Und das am Montagmorgen
Und das am Montagmorgen ist eine deutsche Filmkomödie aus dem Jahr 1959. Unter der Regie von Luigi Comencini spielten O. W. Fischer und Ulla Jacobsson die Hauptrollen.

## Handlung
Alois Kessel ist in seinem Beruf überaus beflissen; perfekte und präzise Arbeit zu verrichten, geht ihm über alles. Selbst an Wochenenden ist der bebrillte Bankfilialleiter mitnichten Privatier; vielmehr nimmt er sich Arbeit mit nach Hause und erstellt Jahresbilanzen und verrichtet Steuererklärungen. Wieder hat er eine ganze Sonntagnacht über Zahlen und Entwicklungen gebrütet. Nun ist Montagmorgen, und er muss wieder ins Büro. Doch als er auf der Anfahrt erst im Stau steht und dann auch noch seinen gewohnten Parkplatz belegt findet, beginnt sich Kessel zu fragen “Wozu das alles?” Er fühlt sich wie ein Hamster im Rad, ein tieferes, inneres Bedürfnis sagt ihm, er sollte ausbrechen. Jetzt, sofort. Und so ist es wie ein innerer Stich, der ihn dazu verleitet, in dem Moment, als er an einer Schule vorbeikommt, zum nächsten Spielzeugladen zu fahren und diesen quasi leerzukaufen. Bei einem guten alkoholischen Tropfen und dem Spielzeug versucht Alois, seine verloren gegangene Kindheit und seine Unbefangenheit zurückzugewinnen, und er spielt wie einst vor vierzig Jahren.
Bald hinterlässt der sonst so penible und ordnungsliebende Musterangestellte bei allen anderen, den Mitarbeitern und sogar der Polizei, den Eindruck, dass er irgendwie verrückt geworden sein muss. Man durchforstet Kessels Vita, kontrolliert die von ihm aufgestellten Bilanzen, ob nicht etwa Geld der Bank unterschlagen wurde. Schließlich soll auch noch sein Geisteszustand überprüft werden. Dessen nimmt sich eine hübsche Expertin, Dr. Delia Mond, an. Die kennt Kessel bereits und sie hat ihm stets gefallen. Kessel befindet, dass es an der Zeit sei, sein Leben von Grund auf zu ändern. Delia konstatiert, dass Kessel unter dem Zwang leide, nur noch die Wahrheit sagen zu müssen. Und so tut er es denn auch, als er Delia seine Liebe gesteht. Ein noch versierterer Experte wird hinzugezogen. Prof. Groß hypnotisiert Alois in dem festen Glauben, dadurch alles zurück auf Anfang stellen zu können, und aus dem vermeintlich „verrückt gewordenen“ Alois Kessel wieder den peniblen Bankspießer zu machen. An einem Dienstagmorgen ist er tatsächlich wieder ganz der „Alte“ – nur ein Ehering am Finger und ein lausbübisches Lächeln in seinem Gesicht beweisen, dass der nunmehr mit Delia Verheiratete doch eine Veränderung durchgemacht haben muss.

## Produktionsnotizen
Die Dreharbeiten zu Und das am Montagmorgen fanden im März und April 1959 in Berliner Filmstudios statt. Die Uraufführung erfolgte am 26. Juni 1959 als deutscher Eröffnungsbeitrag der Berlinale, Massenstart war am 14. Juli 1959.
Die Hollywood-Heimkehrerin Lotte Stein spielte darin ihre letzte Kinofilmrolle. Die 19-jährige Vera Tschechowa hat einen kurzen Nacktauftritt in einer Badewanne.
Für Luigi Comencini war dies die einzige rein deutsche Filmregie. Eva Ebner und Schnittmeister Walter Wischniewsky zählten zu seinen Regieassistenten. Mitproduzent Henry Sokal hatte bei diesem Film auch die Herstellungsleitung. Die Bauten entwarfen Helmut Nentwig und Ernst Schomer. Die Kostüme stammten von Helmut Holger.

## Kritiken
„Des englischen Dramatikers John Priestley blutarmer Bühnen-Ulk "The Scandalous Affair of Mr. Kettle and Mrs. Moon" wurde von dem italienischen Regisseur Luigi Comencini ("Brot, Liebe und Phantasie") zu einem nur mäßig heiteren, meist verkrampft komischen Konsumfilm verarbeitet, in dem der Österreicher O.W. Fischer und die Schwedin Ulla Jacobsson in bemühter Frische über das Angestellten-Joch konversieren. Der Leitung der Berliner Filmfestspiele erschien es dennoch gerechtfertigt, das in internationaler Gemeinschaftsarbeit verunglückte Kinostück als (deutschen) Eröffnungsbeitrag für die diesjährige Festivität einzuladen.“

„J. B. Priestley lieferte den Stoff zu dieser reizenden Komödie, einem Brevier für Managerkranke, die man von der Bühne aus dem Thalia-Theater kennt. Wenn O. W. Fischer bisweilen auch reichlich "theatralisch" wird…, so ist das Ganze doch ein einziges Schmunzelvergnügen. Ein Kompliment der bezaubernden Ulla Jacobson, die sich ausgezeichnet neben O. W. Fischer behauptet, während sich Vera Tschechowa hauptsächlich auf ihre unverhüllten Reize in der Badewanne verläßt.“

„Regisseur Comencini sah sich einem offenbar zu gekünstelten Drehbuch gegenüber. Nicht er, sondern eine Reihe bekannter Komiker machen den Film vergleichsweise munter; schade, dass nicht mehr echter Humor zum Zuge kam. Die Nackedeiszenen wirken aufgesetzt.“

Im Lexikon des Internationalen Films heißt es: „Anfangs munter und streckenweise sogar charmant und humorvoll, wird das Star-Lustspiel nach einer (schwächeren) Komödie von Priestley zunehmend einfallsloser und zum Ende platt und klamaukhaft.“